# Tusen och en natt (2010)
Tusen och en natt är en svensk dokumentärfilm från 2010 i regi av Fatemeh Gosheh och Isa Vandi.  Filmen skildrar Goshehs sex år långa förhållande med en muslimsk man.
Filmen premiärvisades den 2 februari 2010 på Göteborgs filmfestival och hade biopremiär 24 september samma år. 2011 utgavs den på DVD.